# Aechmea dichlamydea
Aechmea dichlamydea är en gräsväxtart som beskrevs av John Gilbert Baker. Aechmea dichlamydea ingår i släktet Aechmea och familjen Bromeliaceae.

## Underarter
Arten delas in i följande underarter:
- A. d. dichlamydea
- A. d. pariaensis
- A. d. trinitensis